# Klášter svatého Feraponta Bělozerského
Klášter svatého Feraponta Bělozerského (rusky Ферапонтов Белозерский монастырь, někdy též Ферапонтов Белозерский Богородице-Рождественский монастырь) je bývalý pravoslavný klášter v Kirillovském rajónu Vologdské oblasti v Rusku. Po 400 let patřil mezi nejdůležitější kulturní a náboženská centra Bělozerského kraje. Dochoval se zde unikátně ryzí a zachovalý komplex architektury a malířství období před nástupem Petra I. Velikého. Od roku 2000 je klášter zanesen na seznam světového dědictví UNESCO. Dnes se v objektech bývalého kláštera nachází muzeum.

## Poloha
Klášter se nachází 20 km severovýchodně od Kirillova a 120 km severozápadně od Vologdy. Stojí na vyvýšenině mezi dvěma jezery - Borodajevským a Paským, které spojuje říčka Paska. Samotná vesnice Ferapontovo se rozkládá především na druhé straně této říčky. Klášter sice dominuje svému okolí, avšak na rozdíl od nedalekého Kirillo-bělozerského kláštera nepůsobí majestátně, naopak spíše skromně.

## Historie
Klášter svatého Feraponta Bělozerského vzniknul v období růstu politického vlivu Moskevského velkoknížectví. Hrál důležitou roli při formování centralizovaného ruského státu a při dějinných událostech 15. - 17. století.
Založen byl roku 1398 svatým Ferapontem Bělozerským. Ten ačkoli pocházel z urozeného bojarského rodu Poskočinských, nechal se v moskevském Simonovském klášteře ostříhat na mnicha a odešel do Bělozerského kraje na sever se svým druhem, svatým Kirillem Bělozerským. Zatímco Kirill se usadil u Siverského jezera a založil zde dnešní Kirillo-bělozerský klášter, Ferapont založil svůj vlastní monastýr o 20 kilometrů dále. Ani jeden, ani druhý však dlouho nezůstali osamělí. Počet mnichů rychle rostl, stavěli si cely a v Ferapontově klášteře již roku 1409 vyrostl dřevěný kostelík Narození Bohorodičky a zanedlouho také klášterní jídelna.

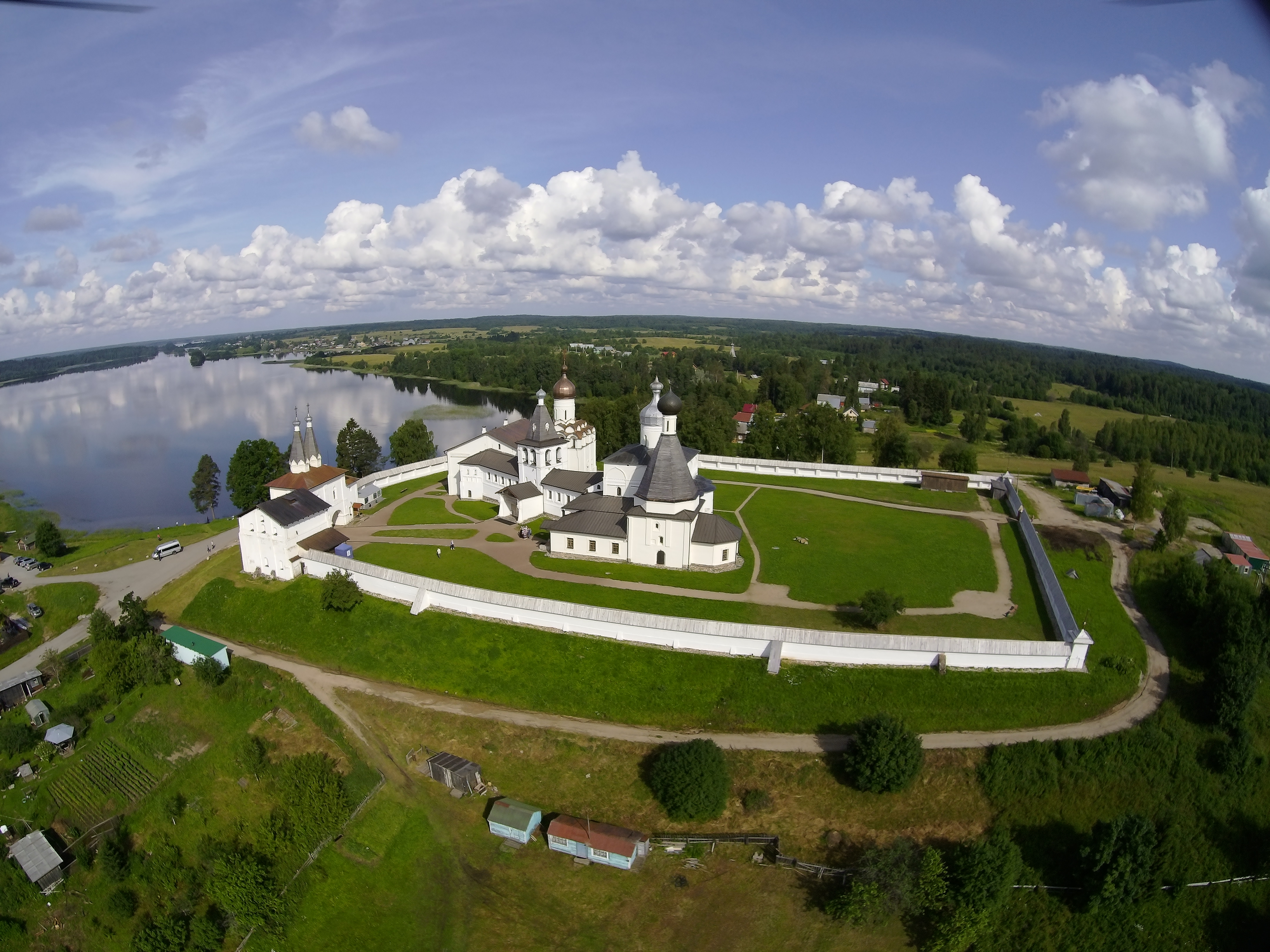
Areál kláštera a přilehlé jezero

Sám zakladatel již po 10 letech odešel, aby založil na řece Moskvě Lužecký klášter. Ferapontův monastýr se dále rozvíjel pod vedením sv. Martiniana Bělozerského, Kirillova učedníka, který ve funkci igumena nahradil Feraponta a zasloužil se o proslavení kláštera. Z jeho bran vycházeli v 15. a 16. století mnozí význační hierarchové ruské církve, aktivně se účastnící politického života země. V těchto dobách zde však byli vězněni též různí nepohodlní vysocí církevní představitelé, například moskevský patriarcha Nikon, který prosazoval nadřazenost církve nad státem. V klášterním skriptoriu vznikla řada knih, působili zde také ikonipisci.
Celé 16. století je obdobím rozkvětu kláštera, mj. i díky jeho velké popularitě mezi nejvyššími ruskými společenskými kruhy, které nešetřily bohatými dary. Oblíbil si ho především Ivan IV. Hrozný, na modlitby přijížděli ale i velkokníže Vasilij III. se svou ženou Jelenou Glinskou. Kniha darů, vedená od roku 1534, zachycuje celou řadu dalších jmen ruské šlechty, například knížecí rody Starických, Kubenských, Lykových, Bělských, Šujských či Vorotynských. Mezi dárce patřili také biskupové sibiřští, rostovští, vologodští, bělozerští či novgorodští. Klášter tak značně bohatnul. Na počátku 17. století tak byl největším majitelem půdy v Bělozerském kraji - patřilo mu několik městeček, 60 vesnic a více než 300 nevolníků.
Roku 1490 postavili rostovští mistři první kamenný chrám Bělozerského kraje, Chrám narození Bohorodičky, výstavba dalších kamenných budov probíhala až do konce 17. století.

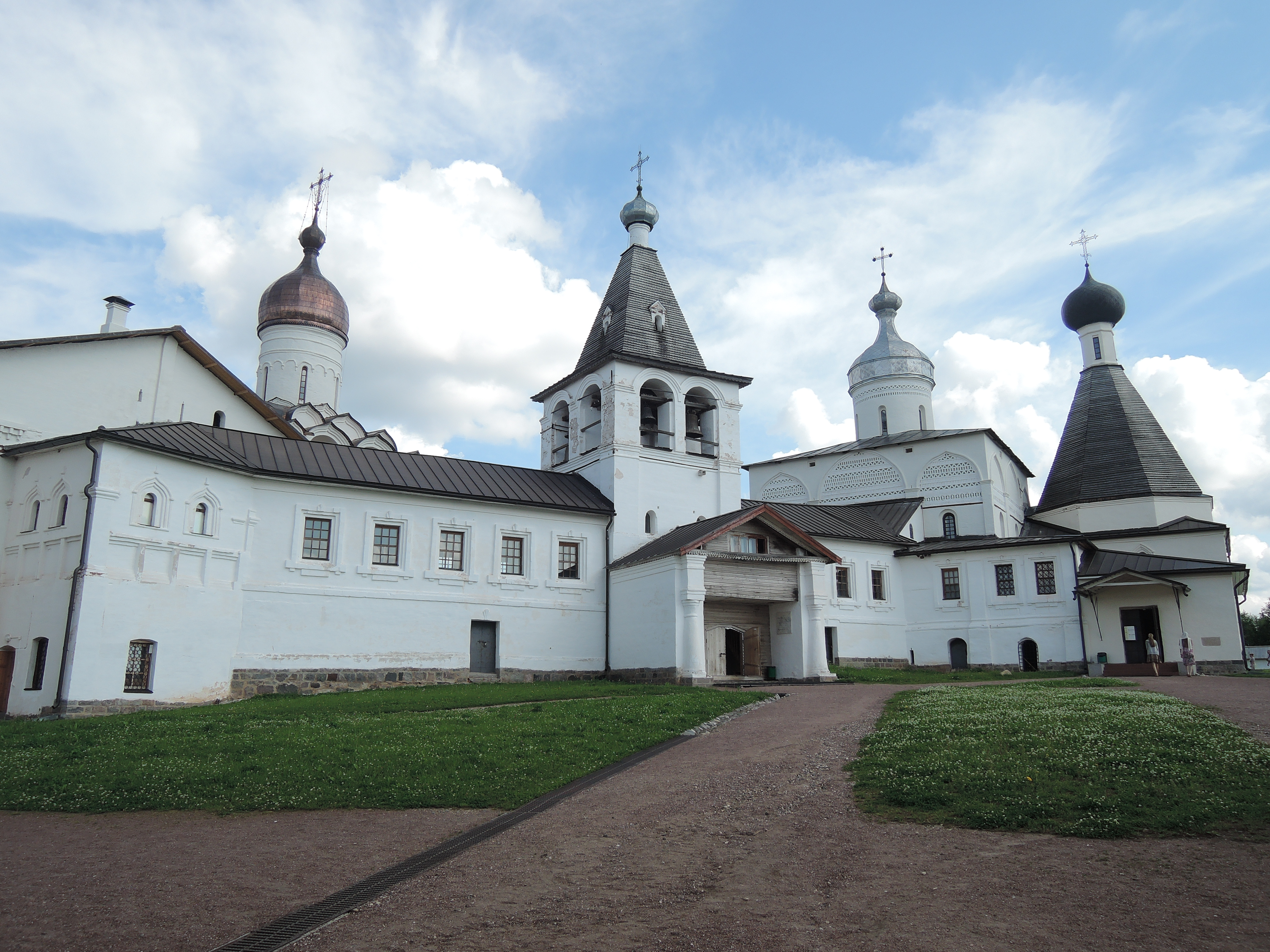
Dochované klášterní budovy

V 16. století byl vystavěn monumentální Chrám zvěstování s jídelnou (poděkování Vasilije III. za narození následníka trůnu), pokladnice a technické budovy jako sušárna, hostinský dům či kuchyně. Avšak takovou mohutnou pevností jako Kirillovský klášter se Ferapontov nestal. Klášterní zeď zůstávala dokonce až do 19. století dřevěnou. Právě kvůli minimálnímu opevnění kláštera byl roku 1614 zpustošen loupícími polsko-litevskými vojsky. Mniši však byli o jejich příchodu dopředu informováni, a proto stihli ukrýt nejcennější předměty. Řádění polsko-litevských vojsk podlehly cely a brána, přilehlé vesnice byly vypleněny a vyvražděny. Když se klášter vzpamatoval z této pohromy, nastalo poslední krátké období rozvoje, kdy byla vystavěna nová zvonice a nad dvěma branami byly vztyčeny chrámy.
Ve 2. polovině 17. století však nastal opět úpadek kláštera. Částečně to souviselo s desetiletým nuceným pobytem bývalého patriarchy Nikona (mezi lety 1666-1676), který na klášter nevrhl nejlepší světlo. Postupně tak začal ztrácet na významu, chudnul a pustnul. Nakonec roku 1798 rozhodnul nejsvětější synod, že klášter bude zrušen a chrámy se stanou farními. Později byl areál obehnán kamennou zdí.
Roku 1904 byl klášter nakrátko obnoven jako ženský, přičemž byly provedeny pod dohledem carské archeologické komise rozsáhlé restaurátorské práce. Roku 1924 byl však bolševiky opět zrušen.
V roce 1975 zde potom začalo vznikat moderní muzeum, později také vědecko-výzkumné a osvětové centrum.
Po roce 1991 zůstal klášter v rukou státu, pravidelné bohoslužby byly obnoveny pouze v chrámu nad branou. Objekty tak i nadále zůstávají především muzeem, neboť různé úvahy o obnovení klášterního života zůstaly zatím nerealizovány. První bohoslužba v Chrámu narození Bohorodičky po mnoha desetiletích konala roku 2016.

## Význam

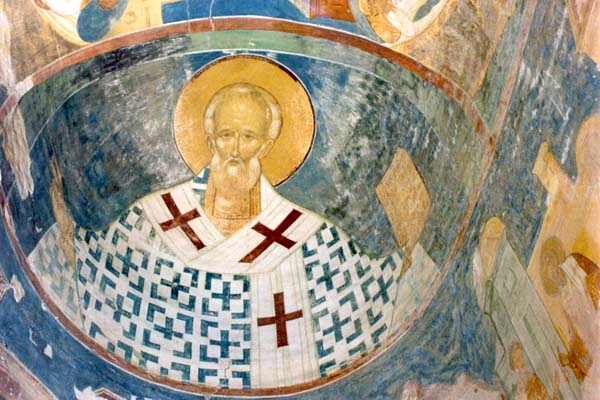
Dionisijovy fresky v Chrámu narození Bohorodičky

Komplex Kláštera svatého Feraponta Bělozerského je unikátní krásou, originalitou a harmonií architektonických detailů různých století, sjednocených v jeden celek. Základní ideou monastýru, která spojuje architektonické i malířské záměry, je téma božího vtělení.
Zvláštní význam pro ruskou i světovou kulturu má Chrám narození Bohorodičky. Podle poznámky na ostění severních dveří chrámu byla vnitřní výmalba zhotovena mezi 6. srpnem a 8. zářím roku 1502 ikonopiscem Dionisijem. Je to tak jediná dochovaná freska tohoto předního představitele moskevské ikonopisné školy, bezpochyby největšího ruského umělce přelomu 15. a 16. století.
Plocha fresek Chrámu narození Bohorodičky činí 600 m2. Osobitost Dionisijovy výmalby spočívá v neopakovatelném bohatství jemných barevných odstínů a rytmické harmonii početných námětů, uvedených důmyslně v soulad s členěním budovy. Provázání námětů (oslava Bohorodičky, ekumenické koncily, poslední soud aj.) a kompozice stavby, mnohotvárnost a filozofická hloubka výmalby činí chrám skutečně mimořádným. Výjimečný je také tím, že se vnitřní výmalba zachovala ve zcela původní podobě tak, jak ji umělec na počátku 16. století zhotovil.
Klášter svatého Feraponta Bělozerského s Dionisijovými malbami jsou vzácným příkladem zachovalosti stylové jednoty ruského severského klášterního komplexu 15. - 17. století, dokládajícím typické znaky architektury období formování centralizovaného ruského státu. Areál monastýru je ve své od 17. století prakticky nezměněné podobě vynikajícím příkladem dokonalé jednoty s okolním krajinou. Jedná se o jediný klášter ruského severu, kde se zachovaly všechny charakteristické dekory a interiéry.

## Galerie

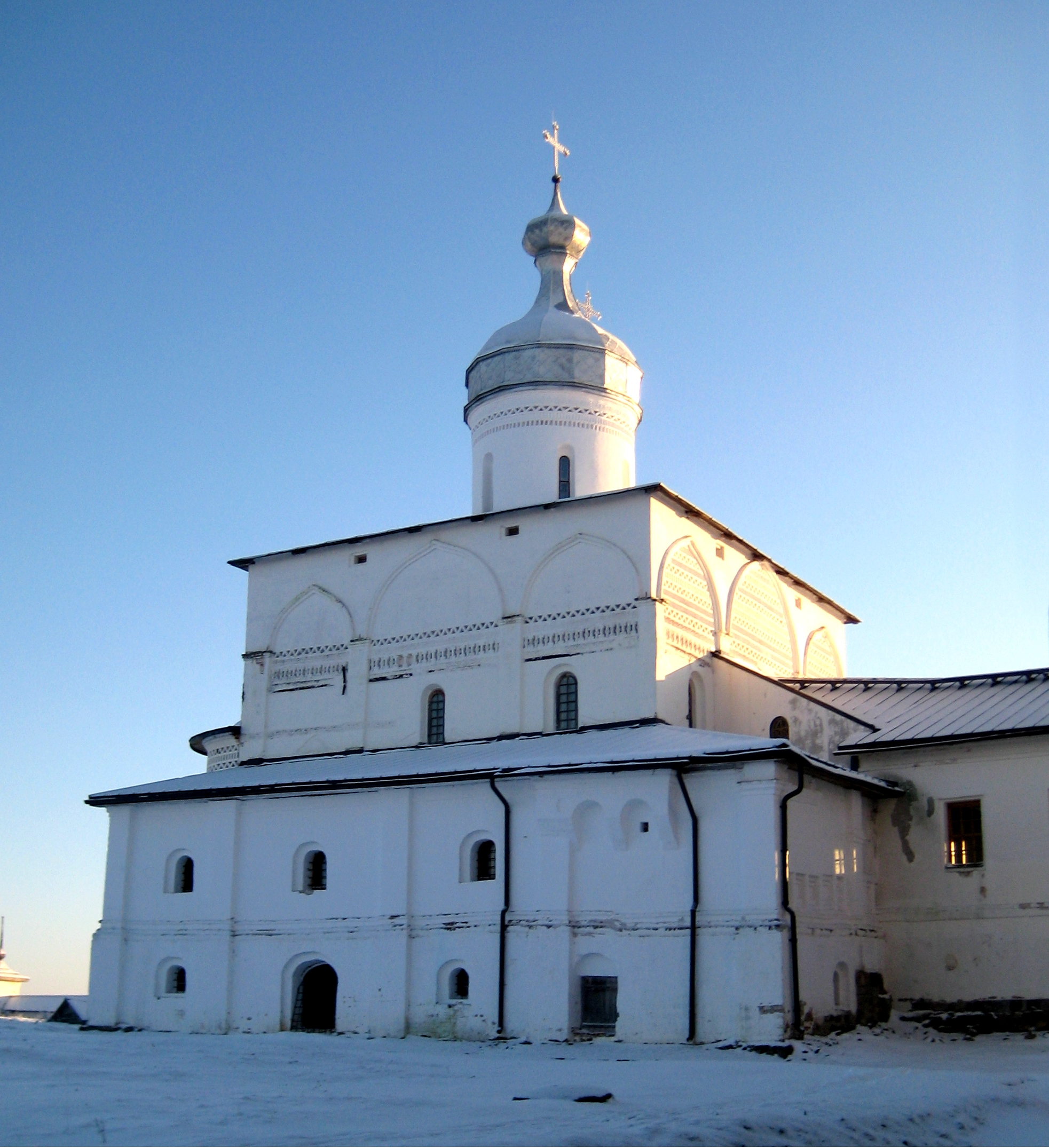
Chrám narození Bohorodičky
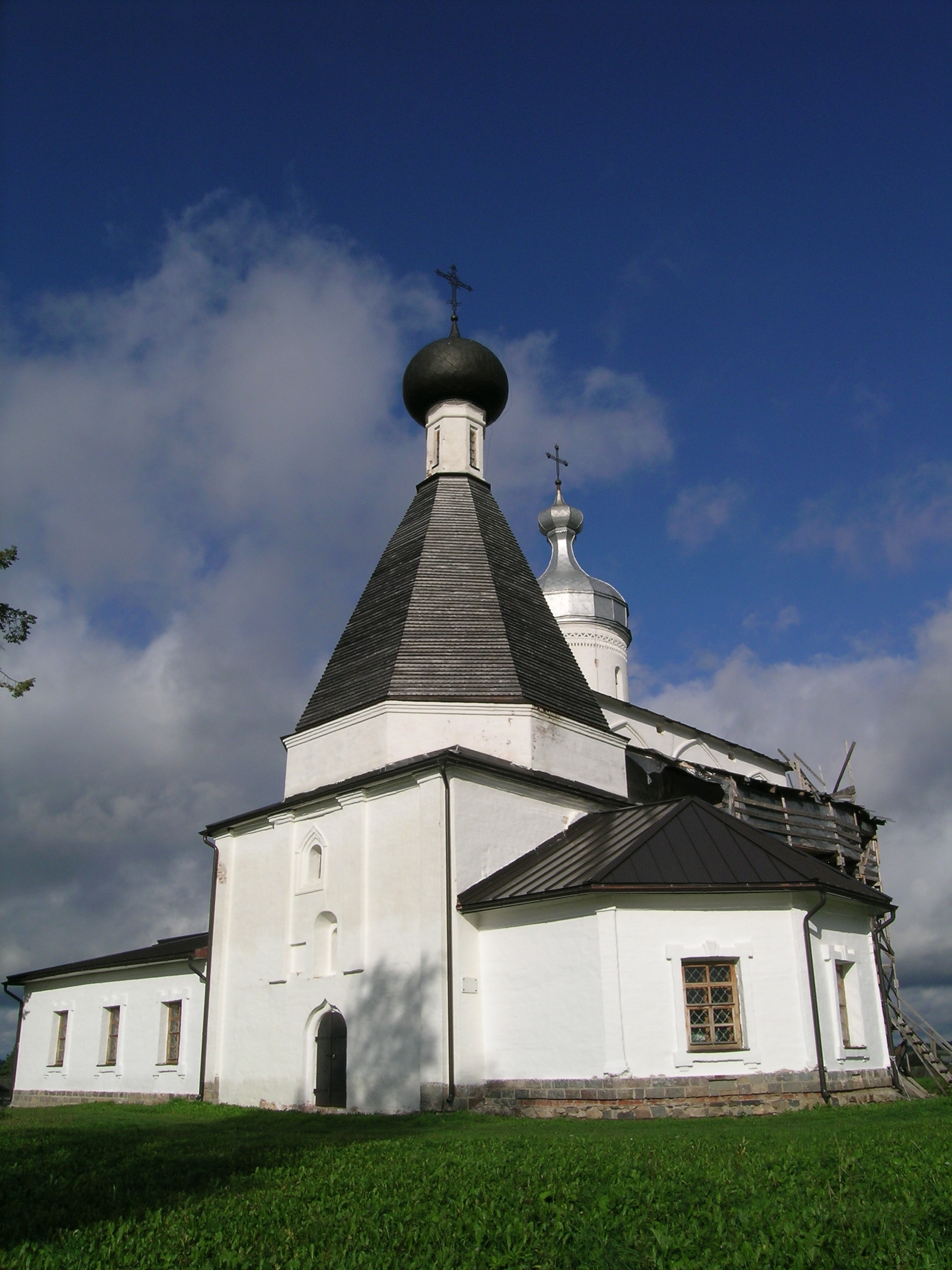
Chrám sv. Martiniana
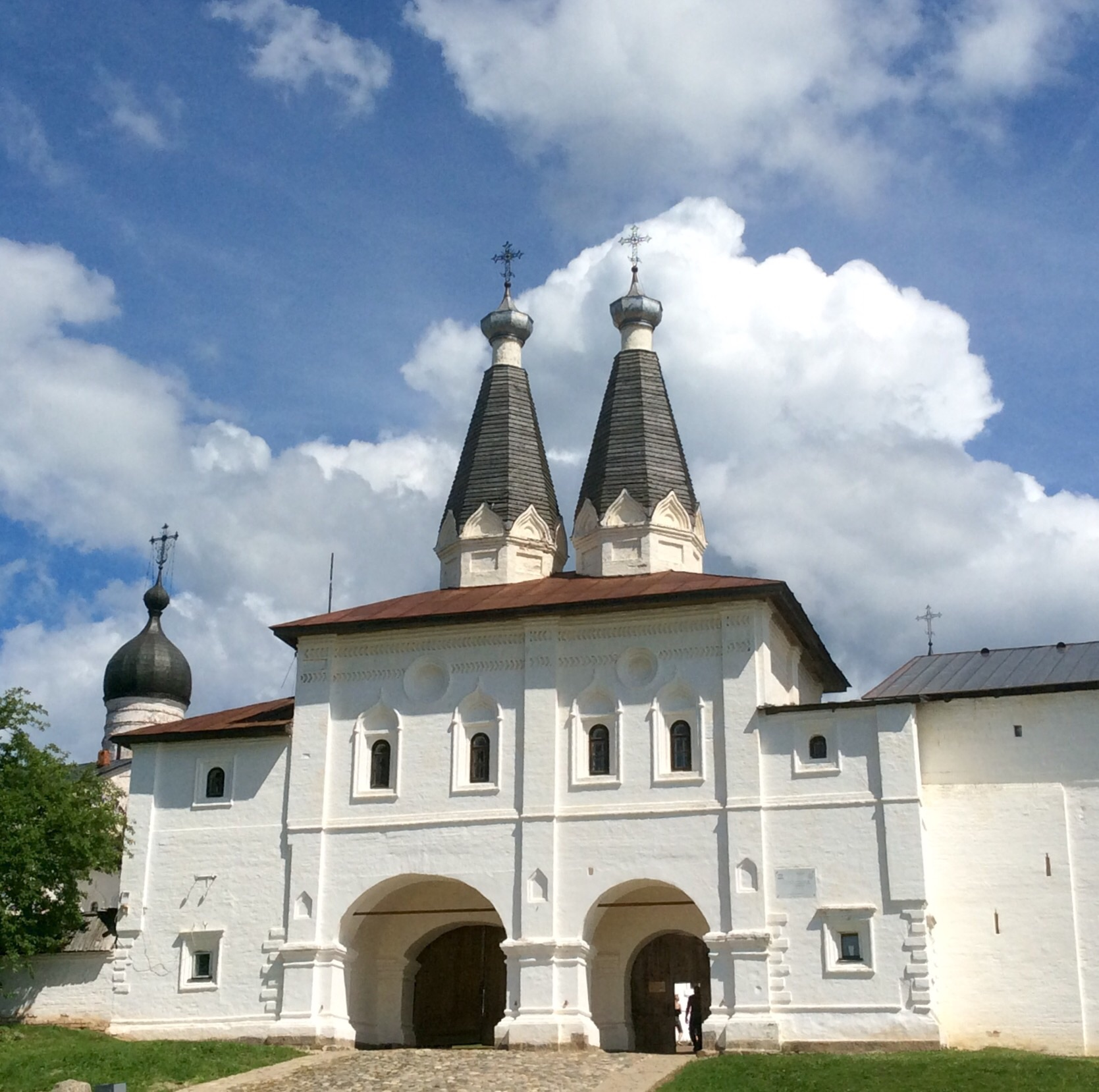
Svatá brána
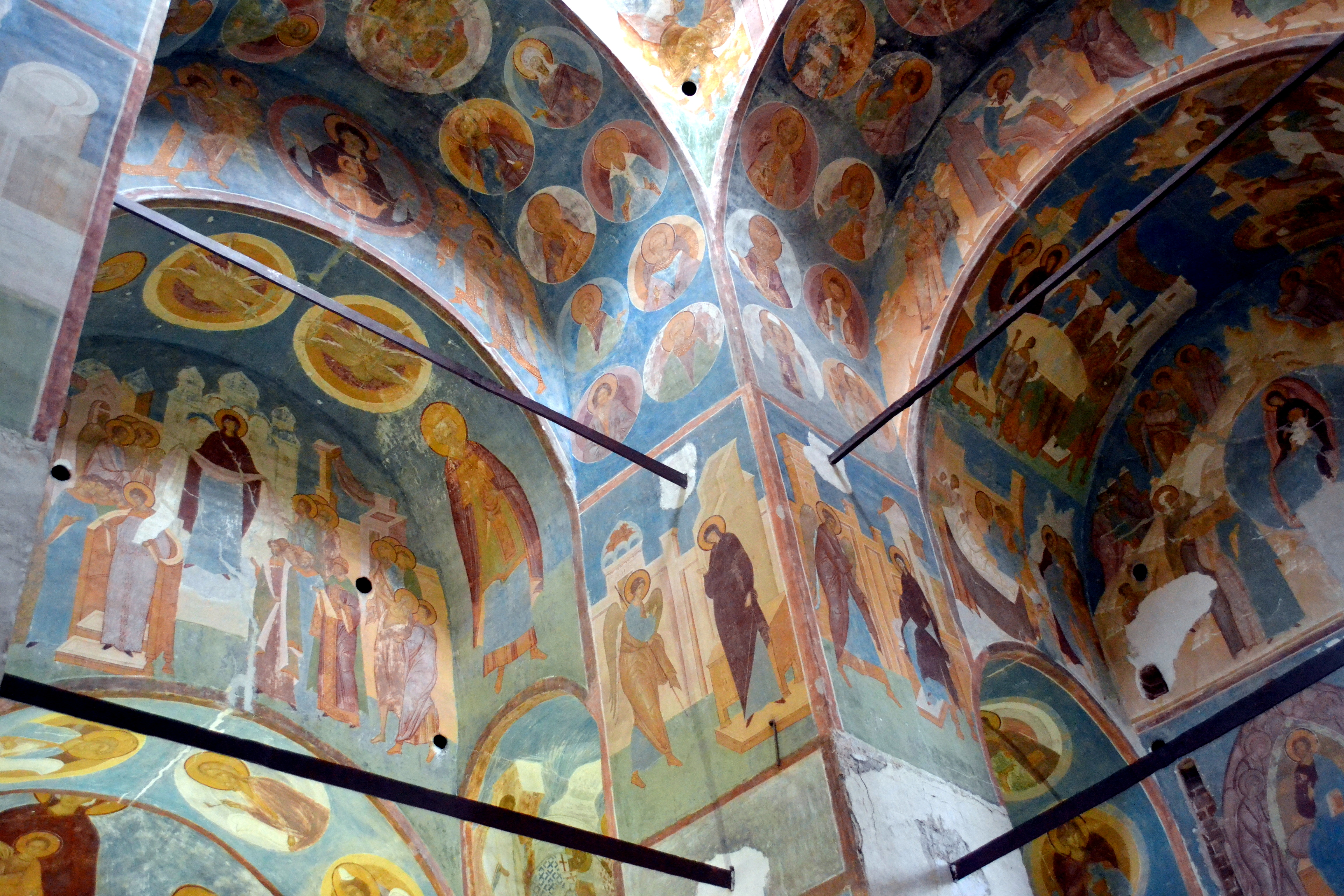
Dionisijovy fresky
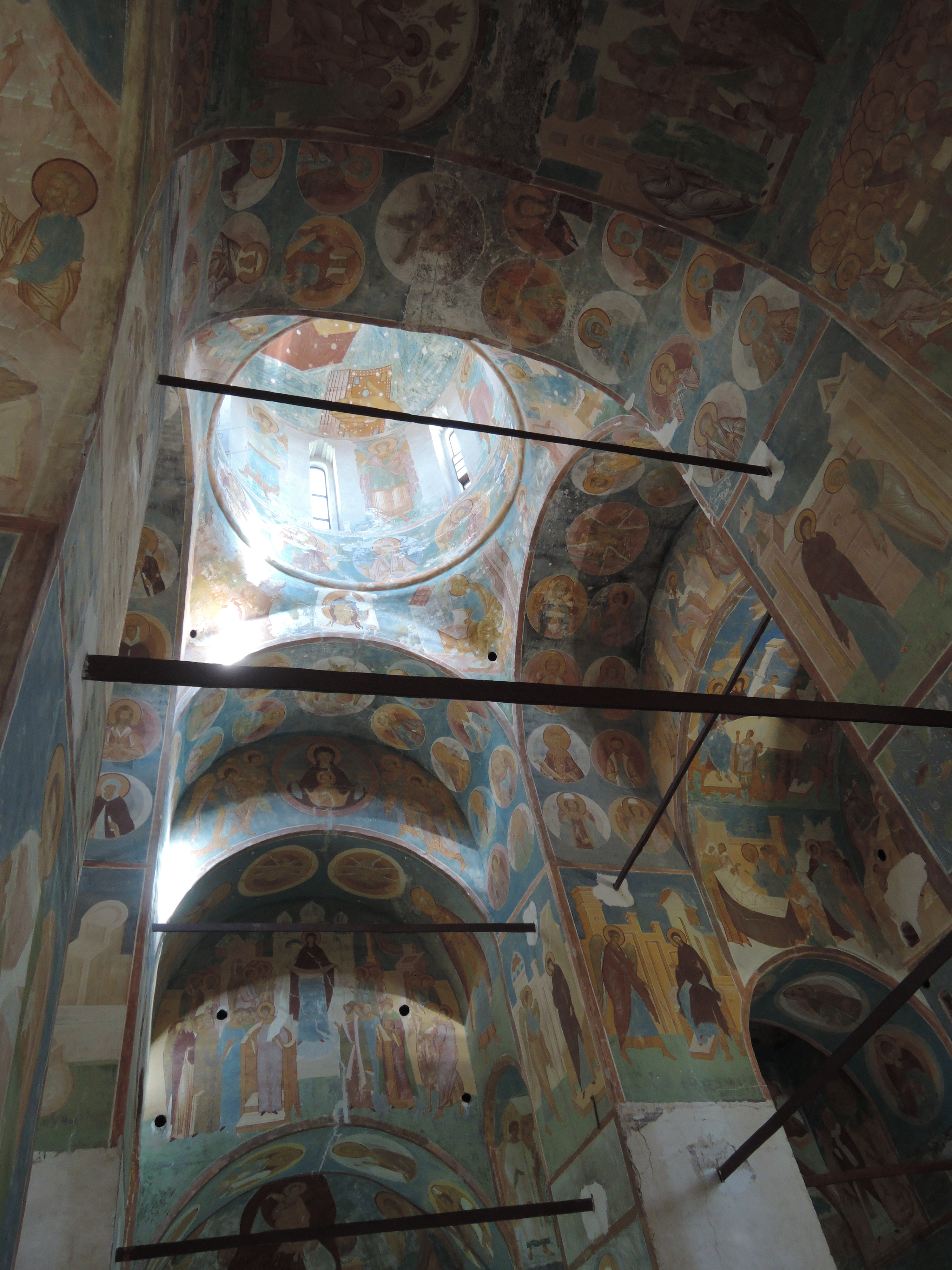
Dionisijovy fresky
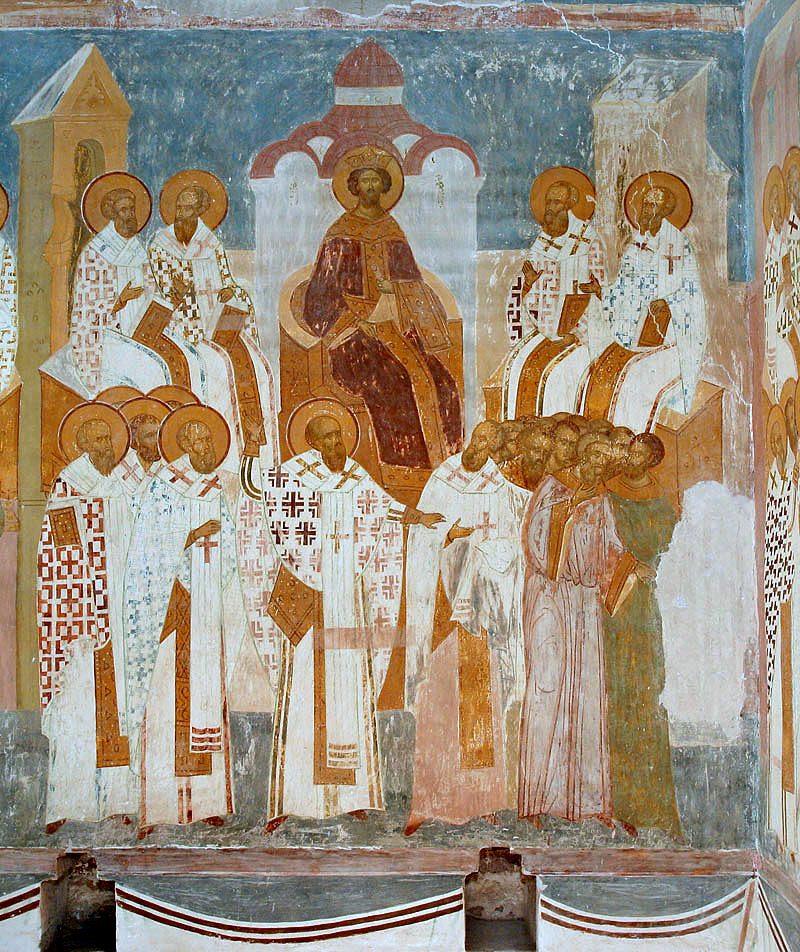
Dionisijova freska
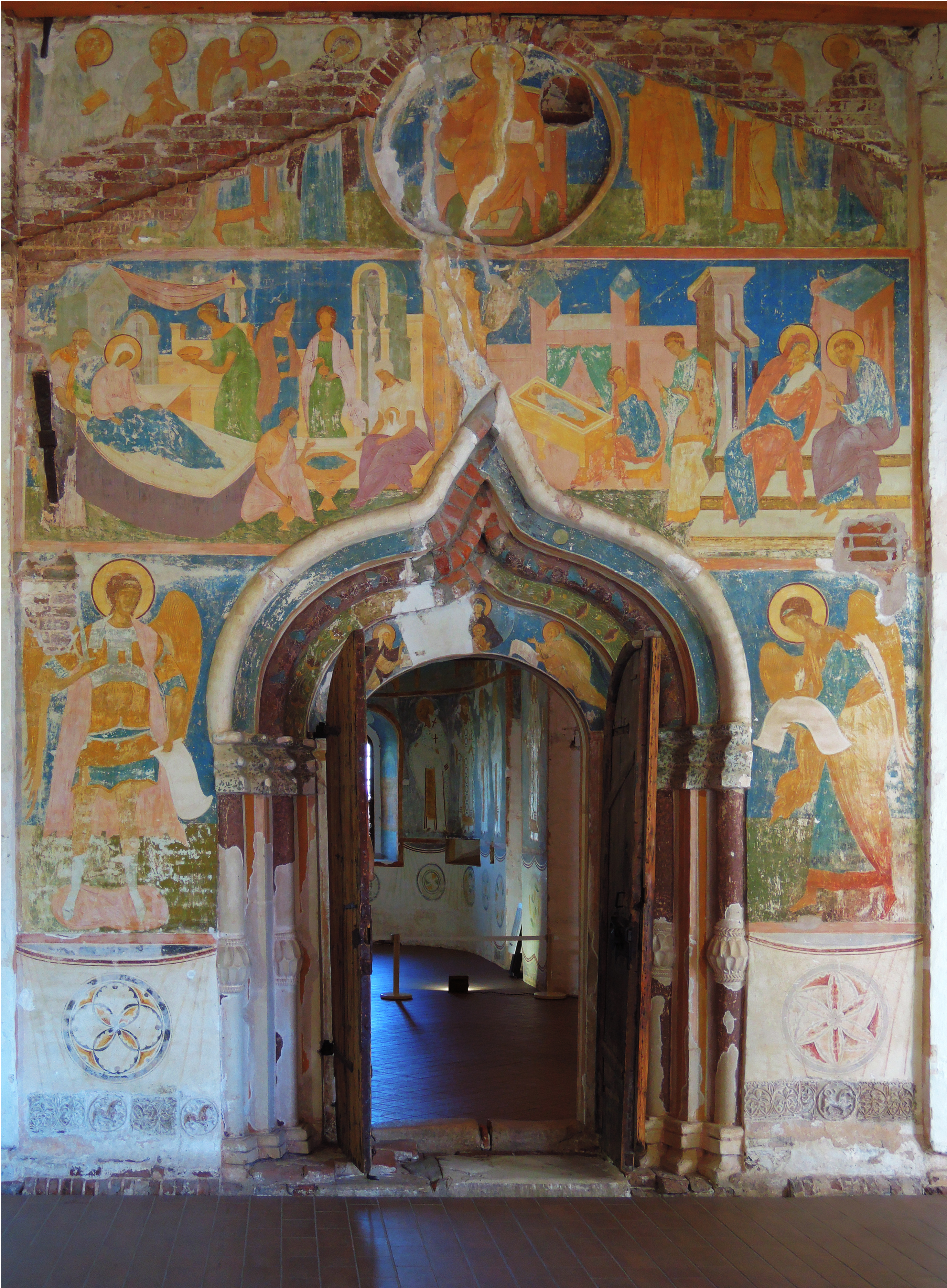
Portál chrámu Narození Bohorodičky
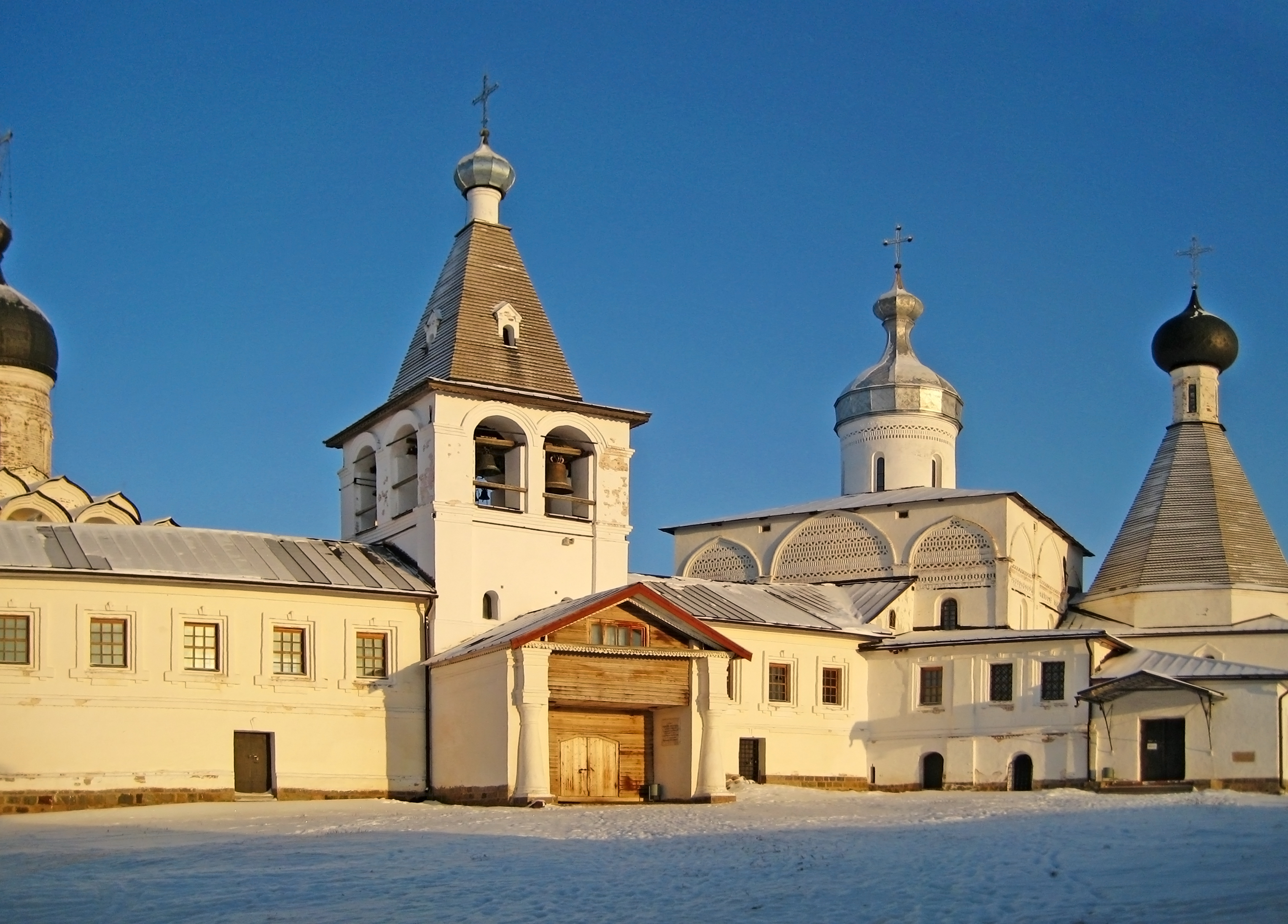
Klášter v zimě
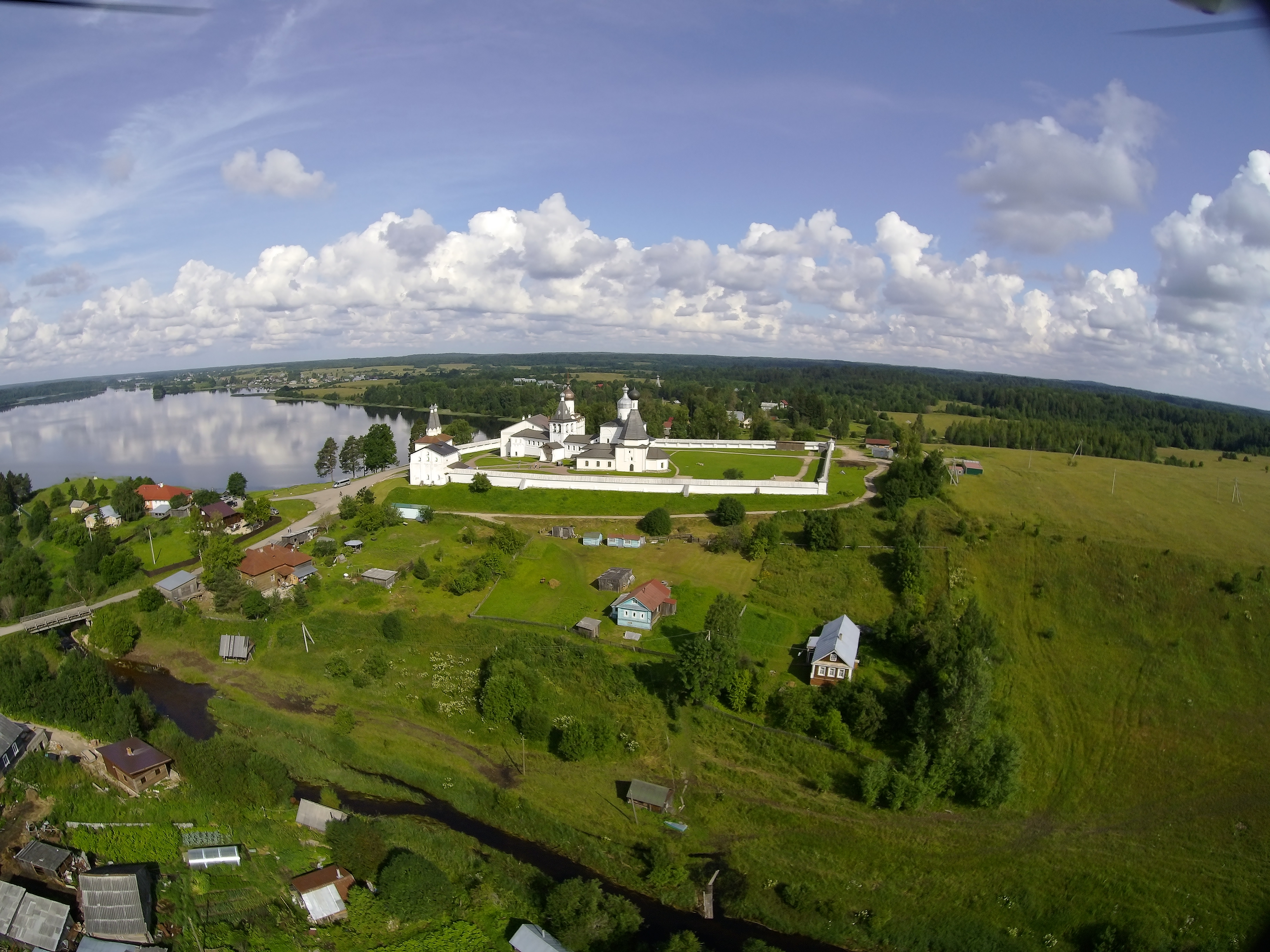
Klášterní vršek, vlevo Borodajevské jezero, dole říčka Paska